# Cristina Violán
Cristina Violán (1988) es una deportista española que compitió en natación sincronizada. Ganó tres medallas en el Campeonato Mundial de Natación, en los años 2005 y 2007, y una medalla en el Campeonato Europeo de Natación de 2008.

## Palmarés internacional
| Campeonato Mundial | Campeonato Mundial       | Campeonato Mundial | Campeonato Mundial |
| Año                | Lugar                    | Medalla            | Prueba             |
| ------------------ | ------------------------ | ------------------ | ------------------ |
| 2005               | Montreal (Canadá)        | Medalla de bronce  | Equipo             |
| 2005               | Montreal (Canadá)        | Medalla de bronce  | Combinación libre  |
| 2007               | Melbourne (Australia)    | Medalla de plata   | Equipo libre       |
| Campeonato Europeo |                          |                    |                    |
| Año                | Lugar                    | Medalla            | Prueba             |
| 2008               | Eindhoven (Países Bajos) | Medalla de oro     | Combinación libre  |